# Michaels-Kirche (Heiligenfelde)

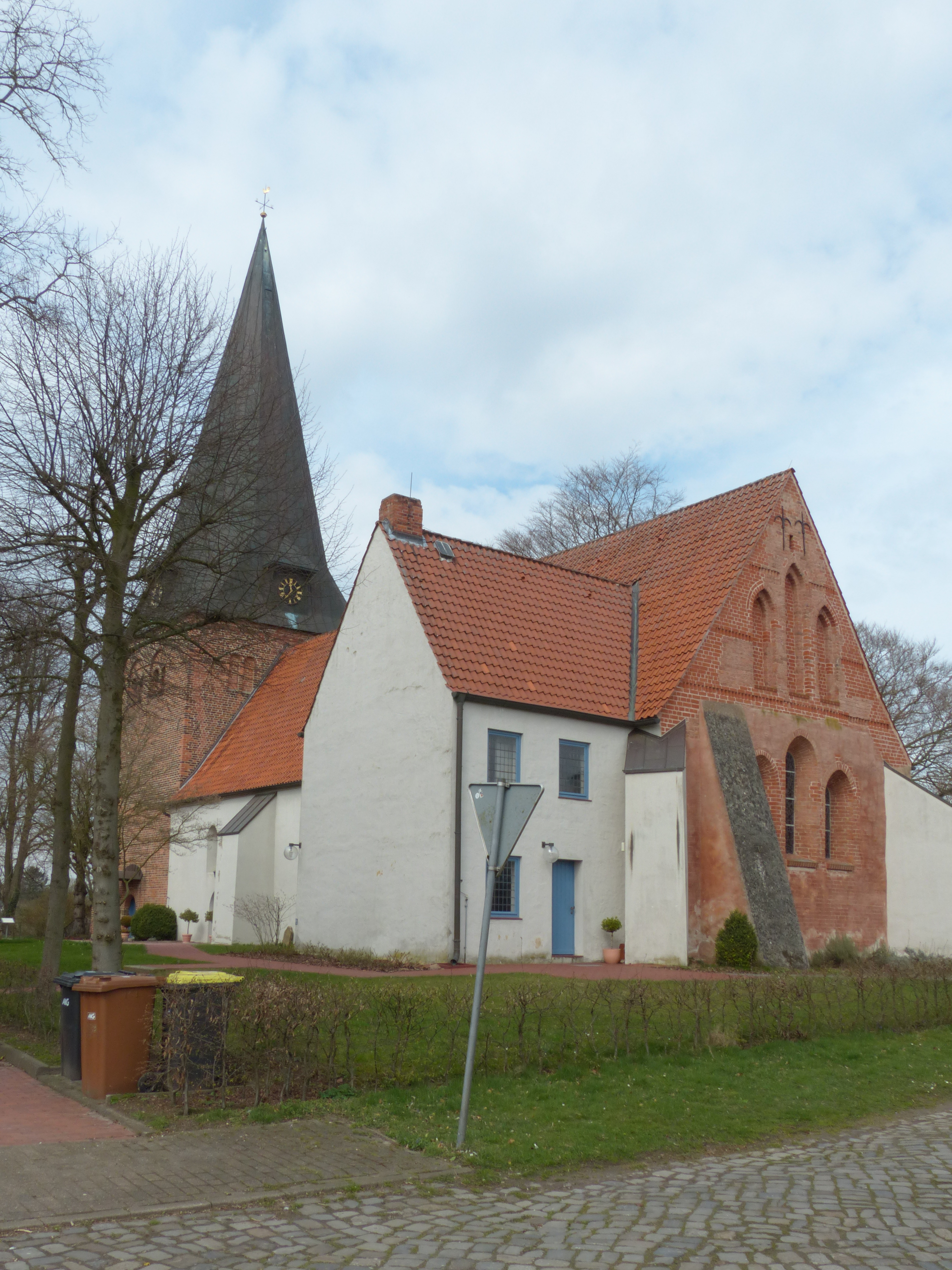
St. Michaelis in Syke-Heiligenfelde von Südosten

Die Michaels-Kirche Heiligenfelde ist eine evangelische Kirche im Ortsteil Heiligenfelde der niedersächsischen Stadt Syke im Landkreis Diepholz. Sie ist benannt nach dem Erzengel Michael.

## Beschreibung

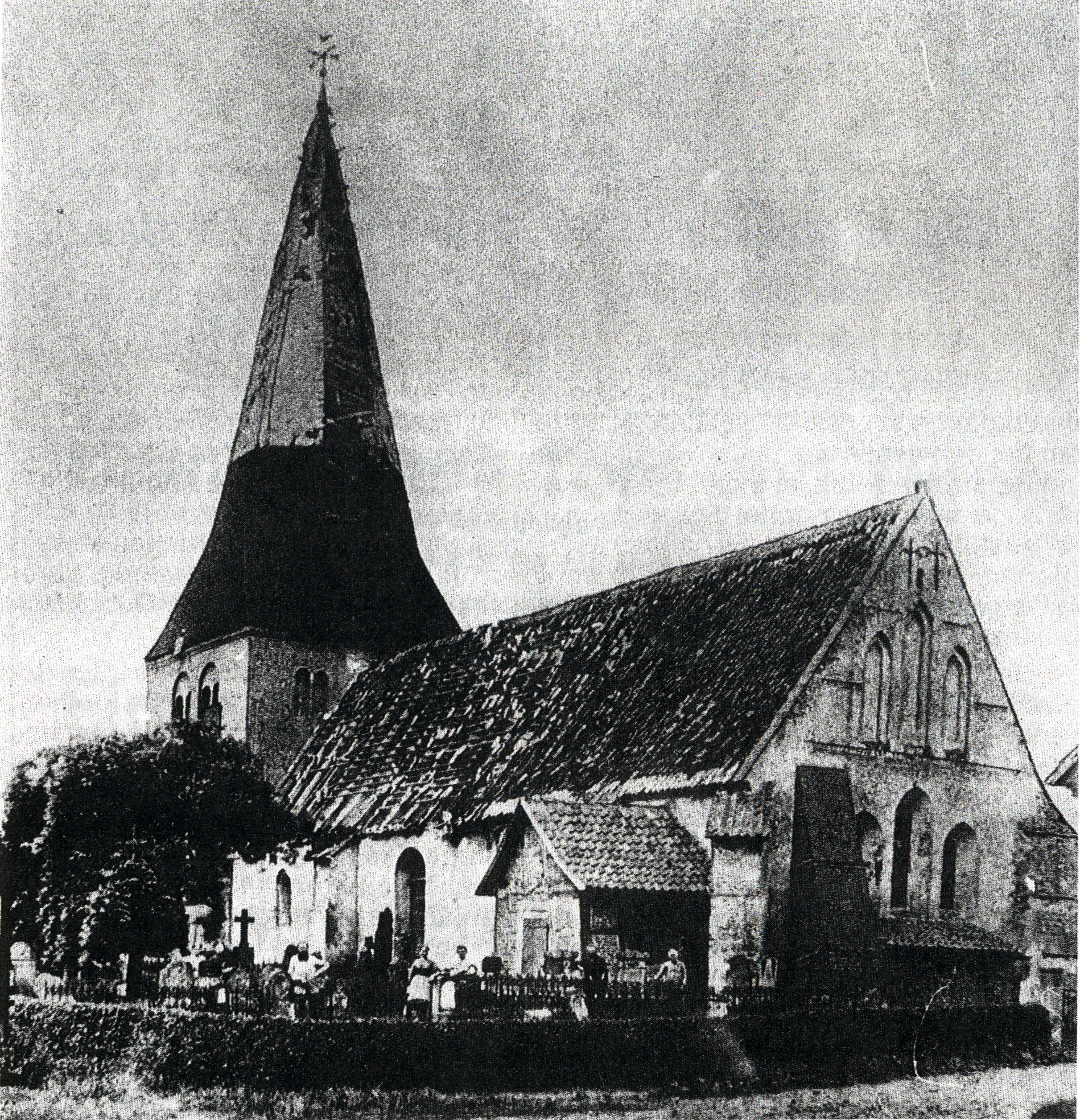
Kirche von Südosten mit dem Brandschaden vom Juli 1889

Zu der spätromanischen bis frühgotischen gewölbten Saalkirche gehören ein rechteckiger Chor und ein mächtiger Westturm. Chor und Schiff wurden wahrscheinlich Anfang des 13. Jahrhunderts aus Feldsteinen errichtet. Die Hohlräume zwischen den Findlingen wurden mit Backstein ausgefüllt. Um die Jahre 1270/80 erfolgte die Einwölbung und der Ausbau in Backstein. Der Chorgiebel hat eine angedeutet spitzbogige Dreifenstergruppe und darüber zwei Spitzbogenblenden. Der Turm ist ebenfalls in Backstein ausgeführt; er hat romanische Biforien als Schallöffnungen und trägt einen hohen Pyramidenhelm, der schief ist. Das Schiff ist abgesehen vom Chorgiebel verputzt, der heutige Zementputz aus dem 19. Jahrhundert leider fester als das Ziegelmaterial.

## Spätere Veränderungen
Die Fenster der Seitenwände wurden zur Zeit des Barock stark erweitert. Wie viele Kirchen der Region wurde das Bauwerk in der Neuzeit durch etwas plumpe Strebepfeiler stabilisiert.
Am 17. Juli 1889 setzte ein Blitzschlag die Kirche in Brand. Die Instandsetzung dauerte mehrere Monate, sodass die Kirche erst um November des Jahres wieder in betrieb genommen werden konnte.
Im Winter 1961/1962 wurde eine grundlegende Erneuerung der Kirche durchgeführt. Dabei wurden unter anderem die Emporen entfernt. Wohl im Rahmen derselben Renovierung wurde auch der Chorgiebel mit seinem Backsteindekor erneuert, in den auf dem Foto nach dem Brand erkennbaren mittelalterlichen Formen, jedoch mit um 1960 üblichen Steinformaten. Im Mai 1998 wurde im Zusammenhang mit einer Stabilisierung der Seitenwände eine erneute Sanierung durchgeführt und dabei ein Teil des Materials von 1961 erneut ersetzt.

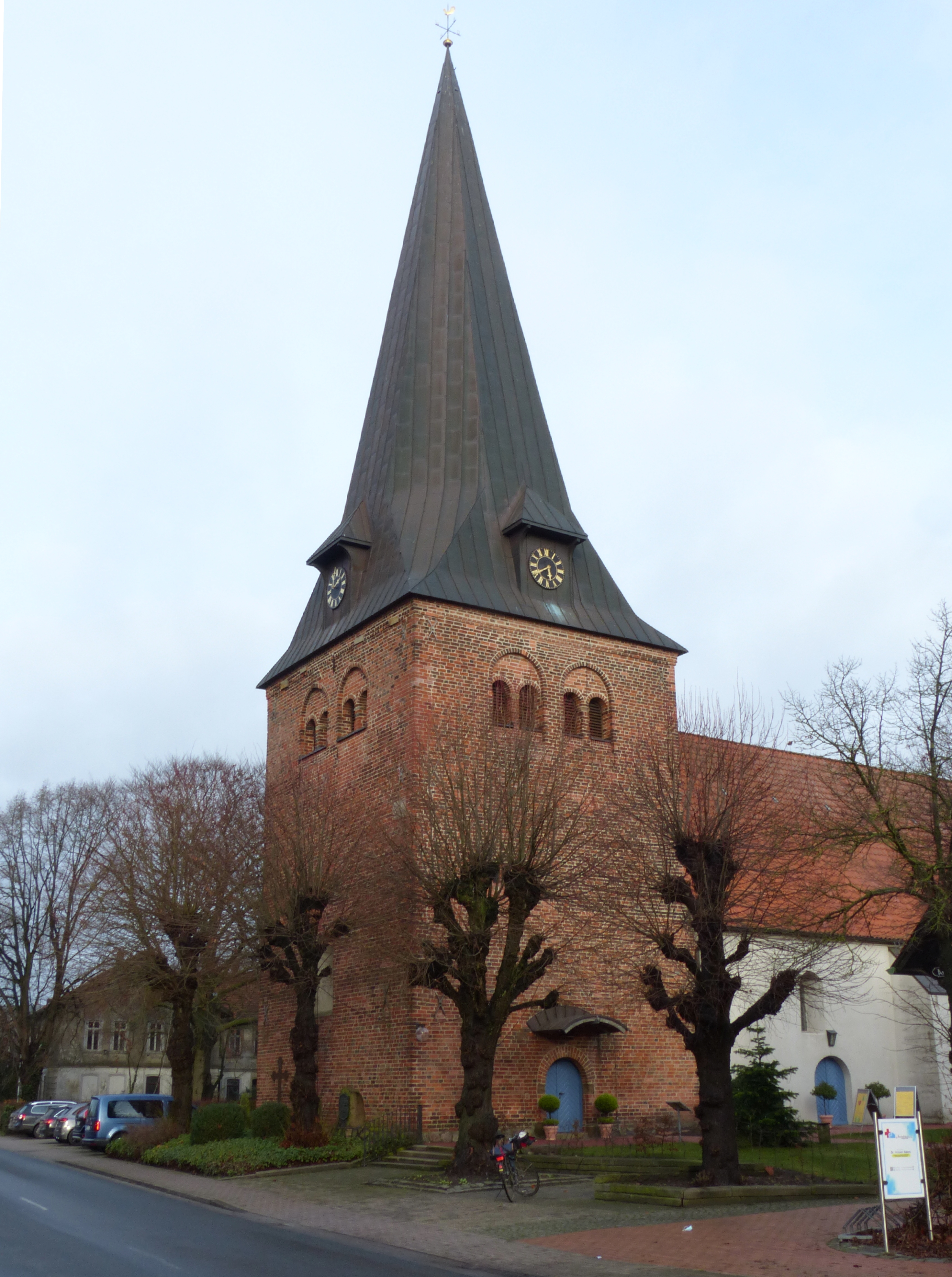
Turm von Südwesten
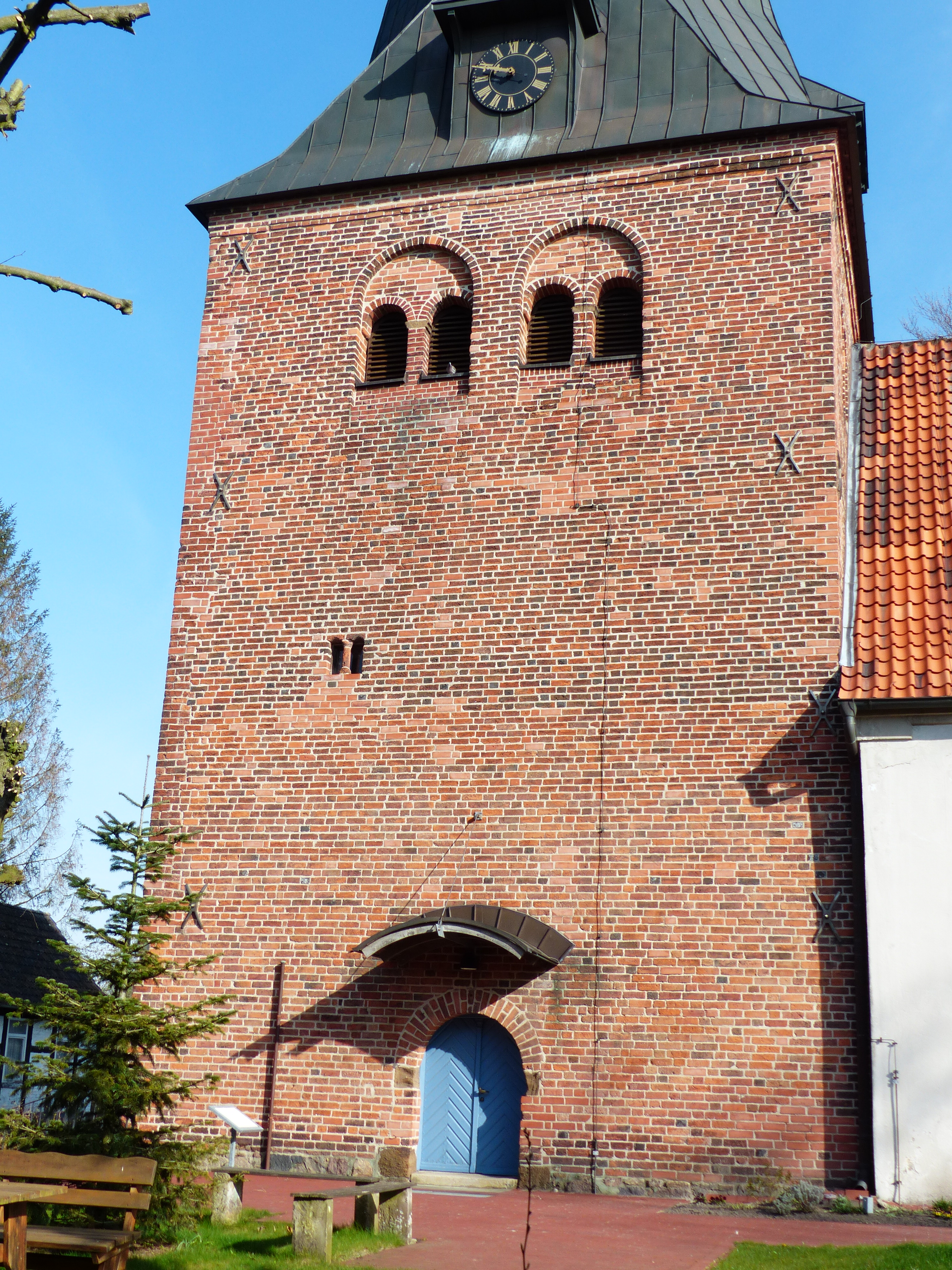
Turm von Süden
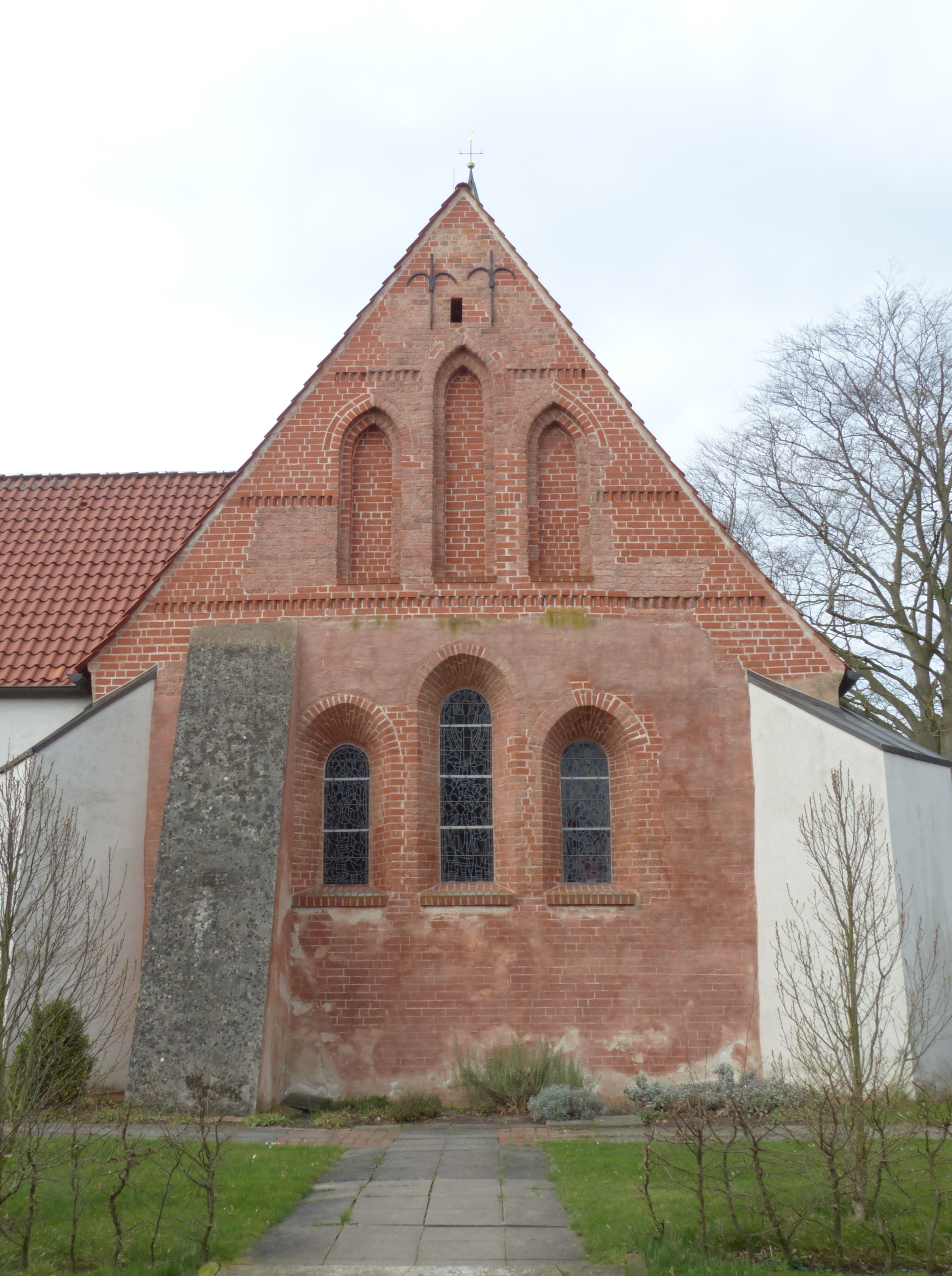
Chorgiebel, oben backsteinsichtig, unter den Fenstern Backstein aufgemalt
Kirche und Turm von Nordosten